# Impuesto de fe
Desde Adentro - Impuesto de Fe es un disco en vivo de la banda argentina Babasónicos que celebra el 25° aniversario de su formación. Grabado el 4 de noviembre de 2015 en Ciudad de México, el paquete CD-DVD incluye 14 reversiones mayormente acústicas y dos canciones inéditas. El 5 de febrero la banda presentó Vampi, el primer sencillo de Impuesto de Fe.

## Lista de canciones
| Desde Adentro - Impuesto de Fe |                                      |                                   |          |  |
| N.º                            | Título                               | Álbum                             | Duración |  |
| 1.                             | «El Colmo»                           | Anoche                            | 2:59     |  |
| 2.                             | «Irresponsables»                     | Infame                            | 2:43     |  |
| 3.                             | «Yegua»                              | Anoche                            | 3:24     |  |
| 4.                             | «Puesto»                             | Anoche                            | 3:59     |  |
| 5.                             | «Vampi»                              | Inédito                           | 3:00     |  |
| 6.                             | «Putit*»                             | Infame                            | 3:41     |  |
| 7.                             | «Como eran las cosas»                | Mucho                             | 2:57     |  |
| 8.                             | «El maestro»                         | Inédito                           | 2:50     |  |
| 9.                             | «Sin mi diablo»                      | Infame                            | 3:09     |  |
| 10.                            | «Rubí»                               | Jessico                           | 3:50     |  |
| 11.                            | «Natural»                            | Pasto                             | 4:00     |  |
| 12.                            | «Muñeco/Deléctrico»                  | Anoche/Jessico                    | 4:02     |  |
| 13.                            | «Los Calientes»                      | Jessico                           | 4:01     |  |
| 14.                            | «Camarín»                            | Jessico                           | 5:37     |  |
| 15.                            | «Zumba/Yoli/¡Viva Satana!/La Roncha» | Dopádromo/Jessico/Dopádromo/Miami | 6:08     |  |
| 16.                            | «Su Ciervo»                          | Dopádromo                         | 4:00     |  |